# Alfredo Sadi
Alfredo Sadi (n. Montevideo, 14 de marzo de 1938) es un destacado guitarrista y cantante uruguayo, radicado en Argentina, de tango y folclore.  

## Biografía
Alfredo Sadi nació en Montevideo el 14 de marzo de 1938. Desde adolescente se destacó en el arte de la payada, acompañando al payador uruguayo Pedro Medina, entre otros. En 1955 debutó profesionalmente, como primera guitarra de Antonio Tormo, por entonces el artista más popular de música folclórica de Argentina, actuando desde entonces en ambos países rioplatenses. Simultáneamente fue convocado para integrar el trío Núñez-Sadi-López, junto a Mario Núñez y Gualberto López, que tuvo una gran aceptación y se desempeñó en CX 16 Radio Carve y otras emisoras.
En 1960 acompañó y actuó en la banda de rock-pop uruguaya, Los TNT, una de las precursoras del rock latino.
En 1961 inició su carrera como solista, acompañado por el trío de guitarras Nuñez-Olivera-López. En 1963 actuó en el programa televisivo Apuntes e imágenes para una historia del Tango, conducido por Horacio Ferrer en Canal 5 de Montevideo, acompañado por la orquesta de Emilio Pellejero y Mario Nuñez en guitarra. En 1965 comenzó a actuar en Malena al Sur, célebre local tanguero del músico Lucio Demare, en el barrio de San Telmo, en Buenos Aires. Ese mismo año integró el sexteto de Julio Decaro e integró el elenco de Radio Belgrano hasta 1976, acompañando entre otros a Roberto Goyeneche y Alberto Marino.
En 1976 fue convocado para integrar el grupo Horacio Ferrer y sus Amigos, con el que grabó dos álbumes: Versos y cantares y Horacio Ferrer y sus amigos. Paralelamente, fue guitarrista de Alfredo Zitarrosa, en la primera etapa de su exilio por persecución política, transcurrido en Buenos Aires, entre febrero y septiembre de ese año.
En 1979 grabó su primer álbum solista, Gacho Gris. En 1982 lanzó su segundo álbum, Alfredo Sadi canta las cuarenta, acompañado por las guitarras de Roberto Grela y Julio Cobelli y en 1989 grabó en Uruguay El tango llega al cabildo.
El noviembre de 1997 recibió el premio Morosóli de Plata, por su aporte a la cultura Uruguaya.
A partir de 2000 acompañó a la cantante Marisa Otero en el espectáculo Padre Tango.

## Discografía
- Versos y cantares, con Horacio Ferrer, 1976.
- Horacio Ferrer y sus amigos, con Horacio Ferrer, 1976.
- Gacho Gris, 1979.
- Alfredo Sadi canta las cuarenta, 1982.
- El tango llega al cabildo, 1989.
- Tuco Paz con Alfredo Sadi, 2002, con Hipólito Jesús Paz.